# Droga wojewódzka nr 955
Droga wojewódzka nr 955 (DW955) – droga wojewódzka zbiorcza o długości 8,5 km łącząca Sułkowice z Jawornikiem, położona w województwie małopolskim.
Droga miała rozpoczynać się od skrzyżowania z drogą krajową nr 52 w Izdebniku. Dzięki temu przejazd z Sułkowic do Izdebnika zostałby skrócony z 5,8 km do 3,4 km. Przebudowa ostatniej części drogi nie została nigdy ukończona. Na przeszkodzie stanął podział administracyjny obowiązujący w latach 1975-1998, a także topografia terenu (na tym krótkim odcinku znajduje się blisko kilometrowy podjazd o średnim nachyleniu 6%, miejscami dochodzącym do 10%, podczas gdy na okrężnej, prowadzącej przez Biertowice trasie nie ma podjazdów). Niegdyś tylko odcinek pomiędzy skrzyżowaniem z drogą wojewódzką nr 956 a granicą dawnego województwa krakowskiego i bielskiego był drogą twardą (asfaltową), pozostały odcinek prowadził drogą gruntową. Obecnie cały odcinek jest asfaltowy. Problemem pozostaje zły stan nawierzchni, niewielka szerokość jezdni (momentami nawet osobowe samochody mają problemy z mijaniem się), strome podjazdy i liczne zakręty (od strony Izdebnika). Wszystko to sprawia, że opisywany szlak ma charakter niemalże wyłącznie drogi lokalnej. Odcinek ten posiada jednak większe walory turystyczne (panorama Beskidu Makowskiego, przejazd przez las).

## Miejscowości leżące przy trasie DW955
- Sułkowice (DW956)
- Rudnik
- Jawornik (DK7)